# Gideon Yu
Gideon Yu (sinh ngày 14 tháng 5 năm 1971) đã từng là một ủy viên ban quản trị và một nhà đầu tư công nghệ cao. Ông rời bỏ ngành công nghệ để trở thành Giám đốc Chiến lược của San Francisco 49ers từ cuối năm 2010 đến đầu năm 2011. Trước khi nhậm chức, Yu là một cổ đông của Khosla Ventures. Tháng 6 năm 2011, Vinod Khosla sẽ thay thế Yu trong Hội đồng Quản trị. Trước đó Yu đã từng là Giám đốc Tài chính của Facebook, tại đây ông đã phụ trách khoản đầu tư trị giá 375 triệu đô-la Mỹ của Microsoft và tài sản trị giá 15 tỉ đô-la Mỹ của tỉ phú Hồng Kông Lý Gia Thành. Trước đó, Yu là cổ đông của Sequoia Capital, và là Giám đốc Tài chính của Youtube, nơi ông dàn xếp cuộc mua bán với giá 1,65 tỷ đô-la Mỹ với Google.
Trước khi đến với Youtube, Yu là thủ quỹ và Phó Chủ tịch Tài chính cao cấp của Yahoo, nơi ông đã thực hiện hơn 30 cuộc mua bán và đầu tư cho công ty, bao gồm Alibaba, Taobao, Overture, Inktomi, Flickr, del.icio.us và những cuộc giao dịch tư bản lên đến hơn 5 tỉ đô-la Mỹ. Trước khi đến với Yahoo, Yu là Giám đốc Tài chính của NightFire Software (được mua lại bởi NeuStar, NYSE: NSR), bên cạnh đó ông còn giữ một vị trí tại Disney, Hilton, và DLJ / CSFB.
Yu rời Facebook vào mùa xuân năm 2009 vì những xung đột trong nghiên cứu.
Yu tốt nghiệp trường Đại học Stanford, chuyên ngành của ông là Kỹ sư Công nghiệp và Quản lý Kỹ sư; ông nhận bằng MBS từ Trường Kinh doanh Harvard. Yu cũng từng là một thành viên trong Hội đồng Quản trị của Quỹ Y tế UCSF.
Gideon hiện đang sống tại California với vợ, Susie và con trai, Jonathan Christian.